# Gwardia Hlinki

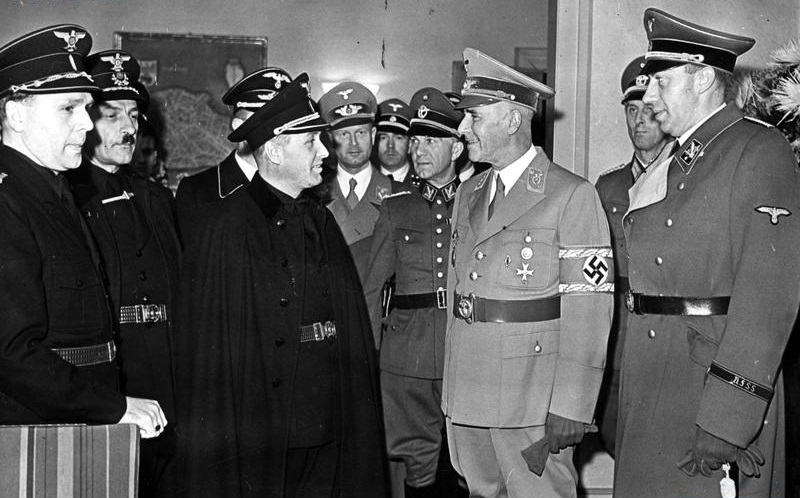
Alexander Mach w towarzystwie członków Gwardii Hlinki na spotkaniu z Wilhelmem Frickiem

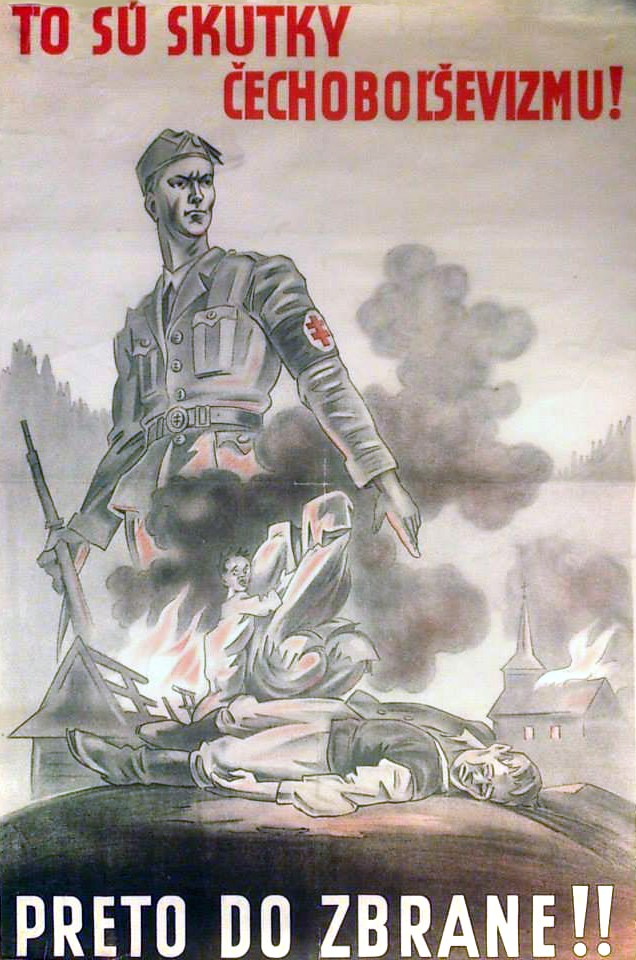
„To są skutki czechobolszewizmu! Zatem do broni” – słowacki plakat propagandowy zachęcający do wstępowania do Gwardii Hlinki

Gwardia Hlinki (słow. Hlinkova garda) – formacja paramilitarna Słowackiej Partii Ludowej (SLS) istniejąca w latach 1938–1945.

## Historia
Gwardia Hlinki powstała spontanicznie 8 października 1938 r., tydzień po żądaniach Adolfa Hitlera przyłączenia do Niemiec Kraju Sudetów, głównie w Bratysławie, Nitrze i Trnawie. Jej nazwa pochodziła od założyciela Słowackiej Partii Ludowej, księdza rzymskokatolickiego Andreja Hlinki. Pierwszym komendantem został Karol Sidor. Większość członków pochodziła z wcześniejszej formacji paramilitarnej SLS pod nazwą Rodobrana. Gwardia Hlinki pełniła wówczas rolę zbrojnego ramienia SLS, działając nielegalnie. 
Po powstaniu 14 marca 1939 r. samodzielnego państwa słowackiego, otrzymała status oficjalnej policji państwowej, a jej zadaniem było zapewnienie bezpieczeństwa wewnętrznego. Od 15 marca nowym komendantem był Alexander Mach. Decyzją władz z 5 września 1939 r. znacznie poszerzono zakres i kompetencje Gwardii. Jednocześnie organizacja ta wraz z siostrzanymi organizacjami objęła obowiązkową przynależnością wszystkich obywateli płci męskiej w wieku od 6 do 60 lat. Na skutek masowych protestów ludności 21 grudnia tego roku Gwardia została przekształcona w paramilitarną organizację, w której członkostwo formalnie było dobrowolne. Ostatecznie zasady działania i kompetencje Gwardii Hlinki określiła ustawa z 5 lipca 1940 r.
Największą liczebność Gwardia miała w pierwszym okresie działalności, kiedy formacja liczyła ok. 100 tys. ludzi. Jednakże do końca 1943 r. liczba ta spadła do niecałego 1 tys.
Gwardia Hlinki składała się z kilku rodzajów oddziałów:
- Gwardii Hlinki 1. stopnia (członkowie w wieku od 20 do 35 lat),
- Gwardii Hlinki 2. stopnia (od 36 do 60 lat),
- Młodzież Hlinki (Hlinkova mládež, dzieci i młodzież w wieku od 6 do 20 lat)[4][5],
- Akademicka Gwardia Hlinki (Akademická Hlinkova garda)[6],
- Zagraniczna Gwardia Hlinki (Zahraničná Hlinkova garda)[7],
- Transportowa Gwardia Hlinki (Hlinkova dopravná garda)[8].

We wrześniu 1939 r. wydzielone oddziały Gwardii Hlinki wraz z regularną armią słowacką wzięły udział w ataku na Polskę, pełniąc funkcje pomocnicze. W 1942 r. członkowie formacji brali udział wraz z Niemcami w akcjach deportacyjnych ludności żydowskiej do obozów koncentracyjnych. Majątek Żydów został rozdzielony między członków Gwardii Hlinki.
8 września 1944 r. powstały specjalne szturmowe oddziały Gwardii pod nazwą Pohotovostné oddiely Hlinkovej gardy, które zostały przeszkolone przez SS w Niemczech, a oficerowie SS zostali do nich przydzieleni jako doradcy. Osiągnęły one liczebność ok. 3,5 tys. ludzi w 1944 r.
Po stłumieniu przez Niemców powstania słowackiego pod koniec października 1944 r., podczas którego z partyzantami walczyły także Pohotovostné oddiely Hlinkovej gardy, cała formacja znalazła się pod zwierzchnictwem SS. Na jej czele stanął wówczas gen. Otomar Kubala. Działalność formacji zakończyła się wraz z upadkiem państwa słowackiego na początku 1945 r.
Członkowie Gwardii Hlinki nosili czarne mundury i czapkę z wełnianym pomponem na czubku. Używali salutu podniesieniem prawej ręki i słowami Na stráž!.